# Ewangeliarz Godeskalka

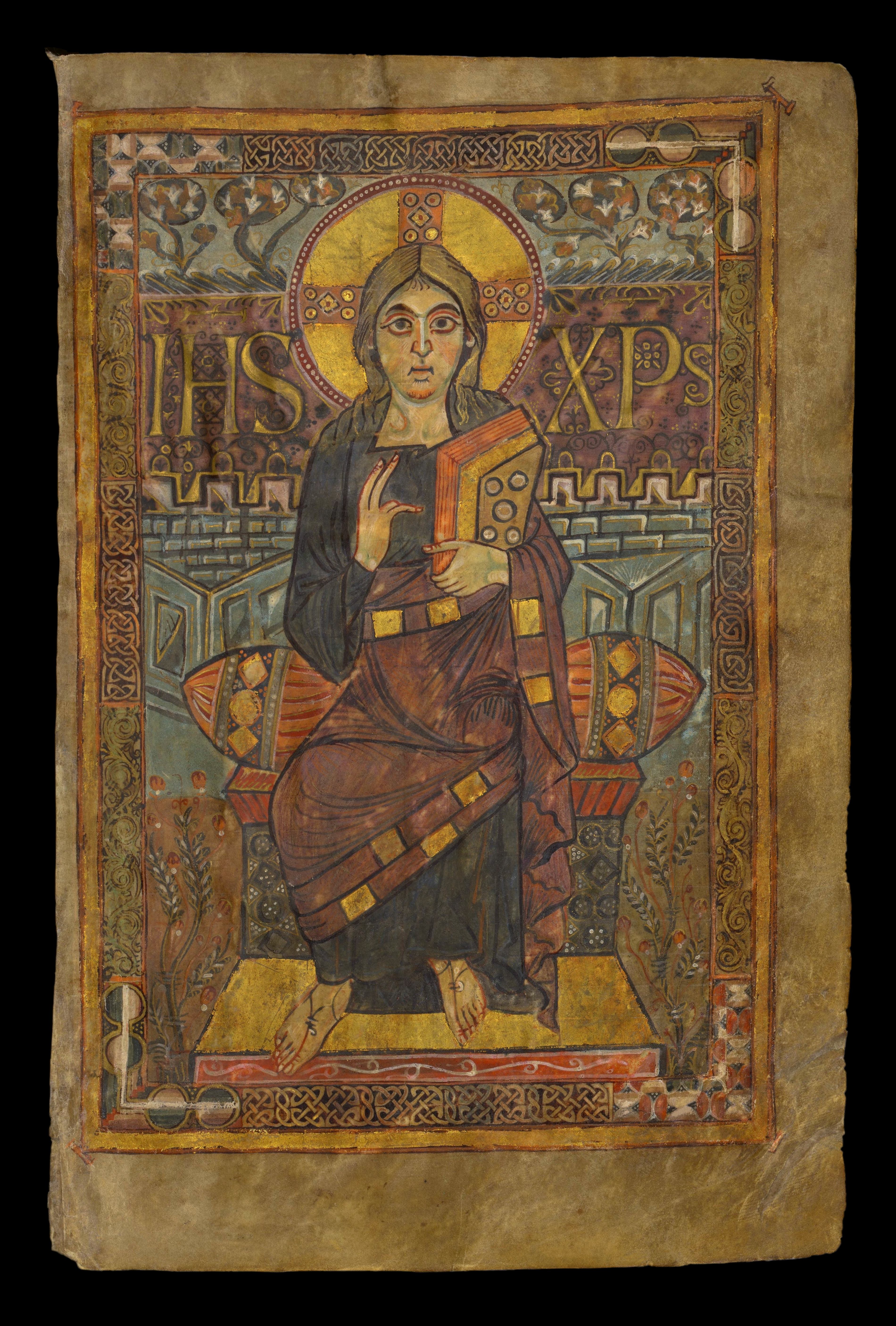
Miniatura z Ewangeliarza Godeskalka, przedstawiająca Chrystusa w chwale

Ewangeliarz Godeskalka – iluminowany manuskrypt z VIII wieku, zawierający lekcjonarz z wyborem czytań ewangelicznych na cały rok. Jest najstarszym znanym manuskryptem powstałym w kręgu karolińskiej szkoły nadwornej. Obecnie przechowywany jest w zbiorach Francuskiej Biblioteki Narodowej w Paryżu (sygnatura Ms. nouv. acq. lat. 1203).
Zgodnie z informacją zamieszczoną w kolofonie, manuskrypt został wykonany w latach 781-783 przez skrybę imieniem Godeskalk dla Karola Wielkiego i jego żony Hildegardy. Składa się ze 127 kart in folio formatu 310×210 mm. Pisany jest na welinie nasączonym purpurą, atramentem w kolorze srebrnym i złotym. Większość tekstu zapisano uncjałą, nagłówki kapitałą, zaś poemat dedykacyjny minuskułą karolińską. Księga ozdobiona jest sześcioma miniaturami, przedstawiającymi czterech Ewangelistów, Chrystusa w chwale oraz Źródło życia. Styl malowideł nawiązuje do malarstwa italskiego i bizantyjskiego. Ozdobne inicjały kodeksu utrzymane są natomiast w tradycji sztuki insularnej.
W średniowieczu manuskrypt był własnością opactwa Saint-Sernin w Tuluzie. Zagrabiony z niego w trakcie rewolucji francuskiej przeszedł na własność muzeum tuluzańskiego, a w 1811 roku został włączony do kolekcji cesarskiej Napoleona. Od 1872 roku stanowi własność Francuskiej Biblioteki Narodowej.